# Gud vare lovad och av hjärtat prisad
Gud vare lovad och av hjärtat prisad är en kristen psalm. Texten är skriven av Erik Gustaf Geijer och Johan Olof Wallin.

## Publicerad i
- 1819 års psalmbok, som nummer 159 under rubriken "Nådens medel - Nattvarden".